# Euglossa variabilis
Euglossa variabilis är en biart som beskrevs av Heinrich Friese 1899. Euglossa variabilis ingår i släktet Euglossa, tribus orkidébin, och familjen långtungebin. Inga underarter finns listade.

## Bildgalleri

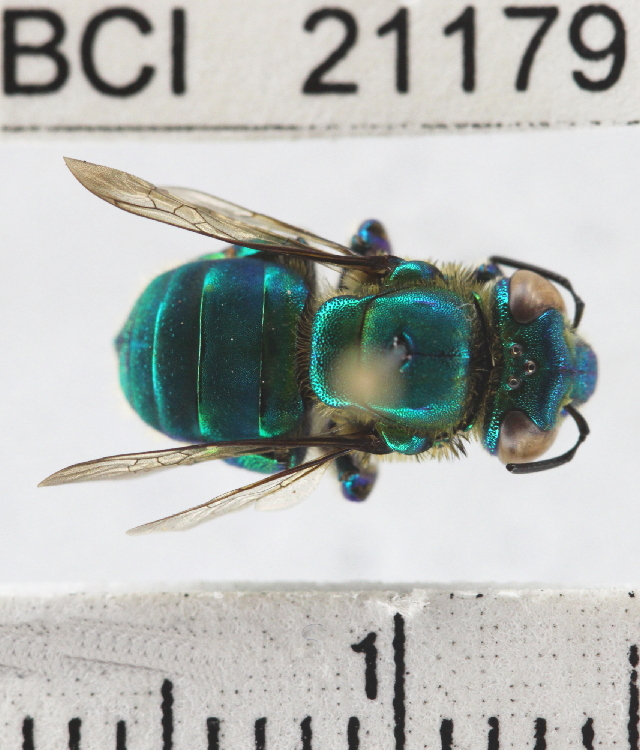